# Zamoradigital
ZamoraDigital.Net - Diario Independiente es un noticiario de ámbito provincial que se distribuye en la provincia de Zamora (España) Fue creado en marzo de 2008 por el grupo empresarial CARPISA, y se ha posicionado como el principal diario exclusivamente digital de la provincia de Zamora.

## Historia
Zamoradigital se remonta al 3 de marzo de 2008, fecha en que comenzó su andadura como diario independiente exclusivamente digital de la provincia de Zamora.
Desde el primer momento, se orientó el diario como un diario exclusivamente digital, renunciando a la impresión en papel. El principal reto que afronta Zamoradigital es la difusión a través de Internet en una provincia rural como Zamora.
Zamoradigital cuenta con varias secciones dedicadas a Zamora capital, Benavente, Toro, Comarcas, Castilla y León y España.
La principal característica de Zamoradigital es la actualización de contenidos 5 veces al día.

## Difusión
En el primer año de andadura del diario alcanzó en los 10 meses del año la cifra de 25.933 visitas. 
En 2009 (junio) supera las 150.000, lo que supone un crecimiento del 500% en tan solo 6 meses. 
El diario cuenta con visitantes de 90 países, siendo un 90% del tráfico generado en España y un 9% en los países latinoamericanos.
ZamoraDigital.Net se sitúa como el segundo diario en Internet de la provincia de Zamora, al haber alcanzado en el mes de junio más de 70.000 visitas y ser el primero íntegramente editado en Internet.